# 瀼河乡
瀼河乡是中国河南省平顶山市鲁山县下辖的一个乡。

## 行政区划
瀼河乡下辖：让东村、让西村、东辛村、邓西村、石佛寺村、余流村、马圪塔村、老东村、邓东村、赵楼村、袁寨村、老西村、头道庙村、红岗村、方山村、陈楼村、江寨村、陈圪塔村、尹村、平高城村、黑石头村、碱场村、赊沟村、江河村、北沟村、稻谷田村。